# Saint-Amand-le-Petit
Saint-Amand-le-Petit (tiếng Occitan: Sent Amand) là một xã của tỉnh Haute-Vienne, thuộc vùng Nouvelle-Aquitaine, miền trung nước Pháp.